# Vodilo
Vodilo je  povezava za prenos podatkov med tremi ali več napravami. Vse naprave so priključene na isto (edino) povezavo. Število povezav je mnogo manjše kot pri načinu povezave vsak z vsakim. Slabost vodila je lahko oddaja le ena naprava naenkrat. Da ne pride do kršitve tega pravila, se uporabljajo posebni krmilni signali (zahteva, odobritev, sprostitev,...). Značilni primer uporabe vodila je računalnik. V njem vodilo povezuje procesor (CPU), notranji pomnilnik (ROM, RAM), vmesnike. Vodilo se vedno pogosteje pojavlja v modernih avtomobilih in hišah. Vodila v notranjosti računalnikov so običajno vzporedna. To pomeni, da imajo veliko linij (žic). Podatki potujejo hkrati po več linijah hkrati - hitrost. Najbolj znano je PCI. Zunanja vodila (povezava med računalnikom in oddaljeno napravo) so običajno zaporedna. To pomeni manj linij in manjšo hitrost. Najbolj znano tako vodilo je USB.